# Планиц, Карл фон дер
Карл фон Планиц (нем. Karl Edler von der Planitz; 30 августа 1845, Дорфштадт около Ауэрбаха — 10 декабря 1899, Дрезден) — германский писатель

 и поэт.

## Биография
Карл фон Планиц принадлежал к саксонскому дворянскому роду Планиц. Образование получил сначала в Ауэрбахе, затем в Эберсдорфе, Кальбице и Ошаце. В 1859—1860 годах учился в кадетской школе в Дрездене. С 1865 года проходил службу в 11-м пехотном батальоне саксонской армии в Дрездене, в 1866 году получил звание офицера и некоторое время получал дополнительное военное образование в чешских землях, в 1868 году в звании первого лейтенанта был переведён в 5-й пехотный полк в Цвиккау. Участвовал во Франко-прусской войне 1870—1871 годов, с 1871 года служил в присоединённом к Германской империи Эльзасе, в 1874 году получил звание капитана. В 1885 году по состоянию здоровья вышел в отставку и занялся литературой. Последние годы жизни провёл в доме на улице Линденау-плац. Покончил с собой, выбросившись из-за приступа меланхолии из окна собственной квартиры. Был похоронен на кладбище св. Иоанна в Толкевице.